# Assorted Jelly Beans
Assorted Jellybeans est un groupe de ska punk et punk rock américain, originaire de Riverside, en Californie. 

## Biographie
Assorted Jelly Beans est le premier groupe à signer sur le label Kung Fu Records, label cofondé par Escalante et Fitzgerald, du groupe The Vandals. En 1996, ils sortent un album éponyme qui se vend à 25 000 exemplaires ; leur chanson Rebel Yell figure dans la bande sonore du jeu Tony Hawk's Underground.
En 2009, Assorted Jellybeans se reforme pour un concert à Pomona, dont toutes les places disponibles furent vendues, concert marquant leur retour sur scène uniquement : depuis lors, le groupe donne encore des concerts à travers le monde. En 2015, le groupe joue à Denver, dans le Colorado.

## Discographie
- 1996 : Assorted Jelly Beans
- 1998 : What's Really Going On !?!
- 1998 : Parents Go Down (Under) (CD-single)
- 1999 : WWW.Y2KTheory.EP..A.J.B..Com (EP)

## Membres

### Membres actuels
- Ricky Boyer - basse, chant
- Mike Garrett - batterie
- Wylie Johnson - guitare, chant

## Anciens membres
- Ricky Falomir - batterie, chant